# Katarina Baban
Katarina Baban (Osijek, 20. lipnja 1988.) je hrvatska kazališna, televizijska i filmska glumica.

## Životopis
U Osijeku pohađa osnovnu školu, a od 1996. – 1999. je članica osječkog dječjeg zbora "Zumbići". Godine 2003. upisuje Opću gimnaziju u Osijeku. Tijekom srednje škole je završila dva stupnja talijanskog jezika u školi stranih jezika "Lanico". Godine 2007. upisuje Umjetničku akademiju u Osijeku, smjer glume i lutkarstva, a 2012. diplomira s odličnim uspjehom.

## Filmografija

### Televizijske uloge
- "U dobru i zlu" kao Petra Majdak (2024. – danas)
- "Dar mar" kao Tina Crnčević (2021.)
- "Drugo ime ljubavi" kao Tamara Ramljak (2019. – 2020.)
- "Crno-bijeli svijet" kao Sanja Doležal (2019. – 2020.)
- "Zlatni dvori" kao Ana Galović (2016. – 2017.)
- "Tajne" kao Valentina (2013. – 2014.)
- "Najbolje godine" kao Zlata Lotar (djevojka) (2011.)

### Kazališne uloge
- "Hana i Hana" kao Hana II. (2013.) - HNK Osijek
- "Hotel Slobodan promet" kao Sevka (2013.) - HNK Osijek
- "Unterstadt" kao Snježana (2012.) - Osječko ljeto kulture
- "Osveta" kao Ria (2012.) - Gradsko kazalište Požega / Umjetnička akademija u Osijeku
- "Pacijent doktora Freuda" kao Christina (2011.) - Teatar Gavran
- "Nada iz ormara" kao Nada (2011.) - Gradsko kazalište Požega
- "Božićna priča" (2011.) - Kazalište Naranča u Puli
- "Paralelni svjetovi" kao Klara (2010.) - HNK Osijek
- "Vagon prvog razreda" (2010.) - Mala scena
- "Razigrajmo Melitu" kao Melita (2009.) - Gradsko kazalište Požega / Umjetnička akademija u Osijeku
- "Raskošno cvjetaju moje ruže" kao Olga Knipper (2009.) - Hrvatsko kazalište u Pečuhu
- "Tečaj odvikavanja od pušenja" kao Pušačica #1 - Gradsko kazalište Požega / Umjetnička akademija u Osijeku

### Sinkronizacija
- "Oto: Istraživač dubina" kao računalo (2017.)

## Vanjske poveznice
- Katarina Baban u internetskoj bazi filmova IMDb-u (engl.)
- Stranica na HNK Osijek.hr  Arhivirana inačica izvorne stranice od 14. srpnja 2014. (Wayback Machine)